# Liotyphlops ternetzii
Liotyphlops ternetzii är en kräldjursart som beskrevs av  George Albert Boulenger 1896. Liotyphlops ternetzii ingår i släktet Liotyphlops och familjen Anomalepididae. Inga underarter finns listade i Catalogue of Life.
Arten förekommer i nästan hela Brasilien, förutom Amazonområdets västra delar, samt i Surinam, Paraguay, Uruguay och norra Argentina. Honor lägger ägg.